# Adilabad
Adilabad (en telugu: అదిలాబాదు) és un municipi i ciutat, capital del districte d'Adilabad, a Andhra Pradesh, Índia.
La seva població (2006) és de 108.233 habitants, i 258.233 la municipalitat. La població el 1901 era només de 6.303 habitants. A un temple hindú es fa una fira anual. Adilabad va agafar el nom d'Adil Shah, soldà de Bijapur.